# Peberholm

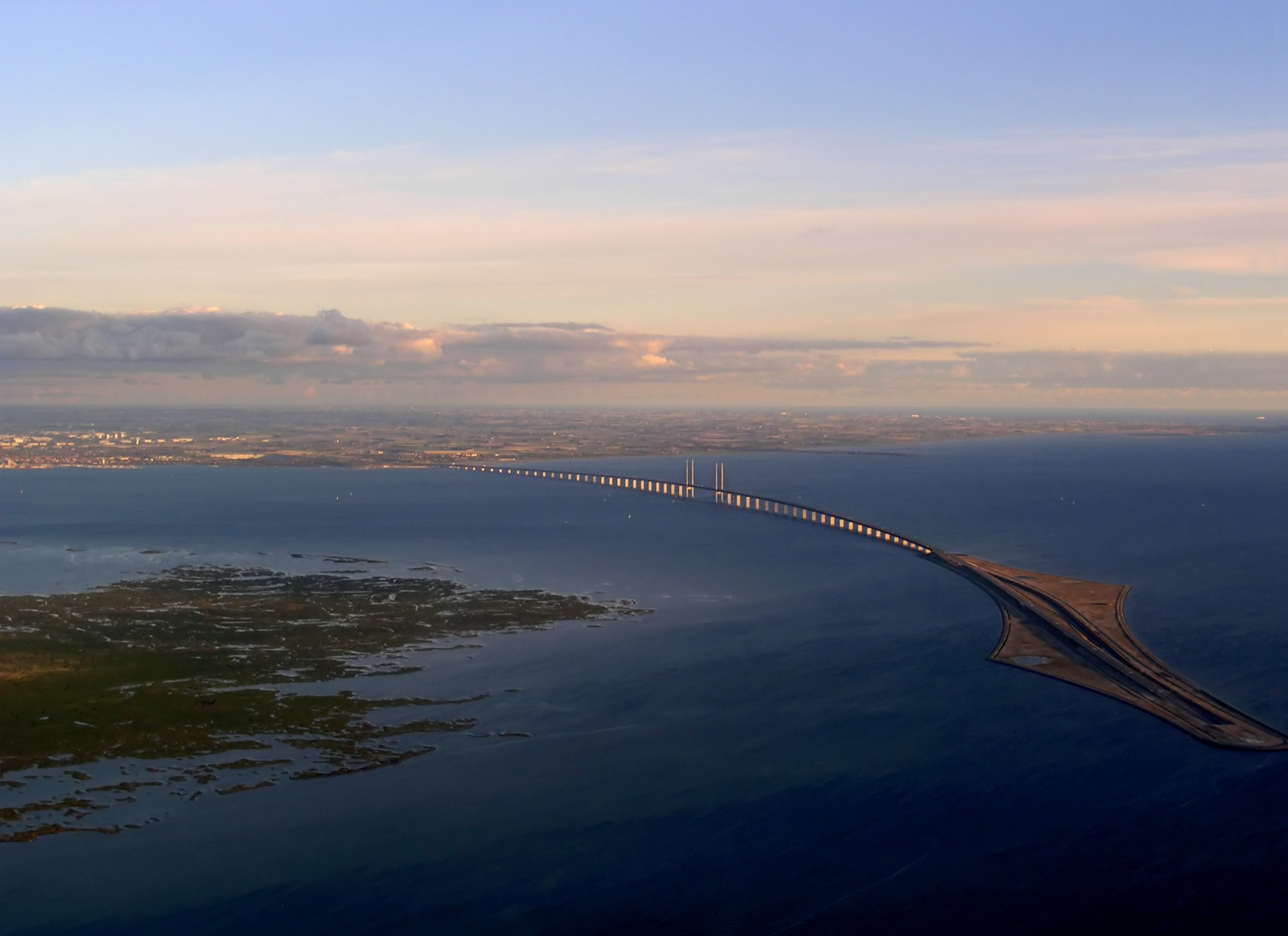
Az Øresund híd, a kép jobb szélén Peberholm, a bal szélén Saltholm

Peberholm (szó szerint "Bors-sziget") egy apró mesterséges sziget az Øresund szoros dániai részén. Közigazgatásilag Tårnby községhez tartozik. Peberholmot a Dániát és Svédországot összekötő Øresund híd építése miatt hozták létre, nem messze Saltholmtól ("Só-sziget"), ami a nevét is ihlette.

## Története
Az Øresund híd eredeti tervei szerint Saltholm fontos pillére lett volna a hídnak. Az autópálya átvezetése azonban súlyosan károsította volna a sziget élővilágát, ezért végül a politikusok egy mesterséges sziget létrehozása mellett döntöttek – ez lett Peberholm, ahol ma a híd átmegy alagútba.
Peberholmot szigorú törvények védik – egyedül biológusok hagyhatják el az autópályát. A szigeten voltaképpen egy biológiai kísérlet folyik: a természet emberi beavatkozás nélkül veszi birtokba. Mostanra már számos növény- és madárfaj fellelhető a szigeten, és az építéséhez használt (az Øresund fenekéről kotort) föld sok ritka, vagy már kihalt növény magját is tartalmazta.